# Gawdawpalin

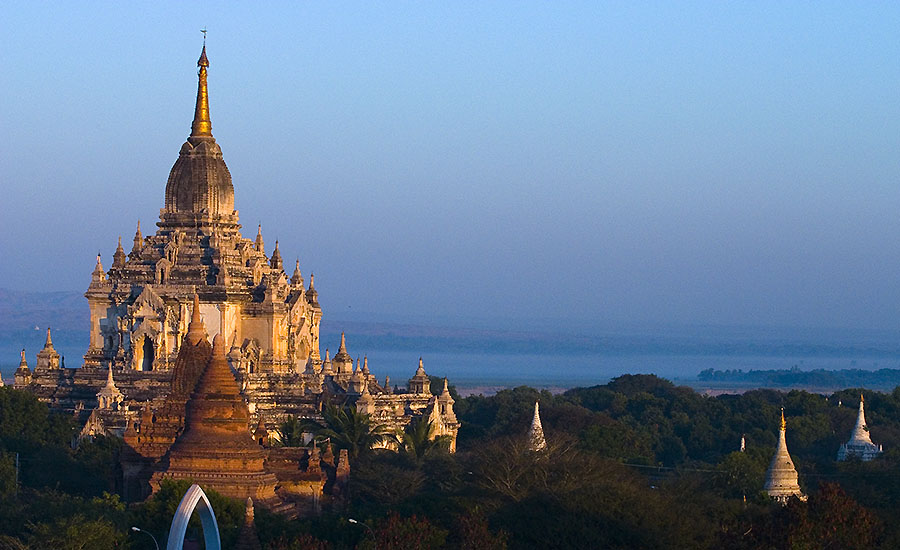
O Templo de Gawdawpalin com o rio Ayeyarwady ao fundo

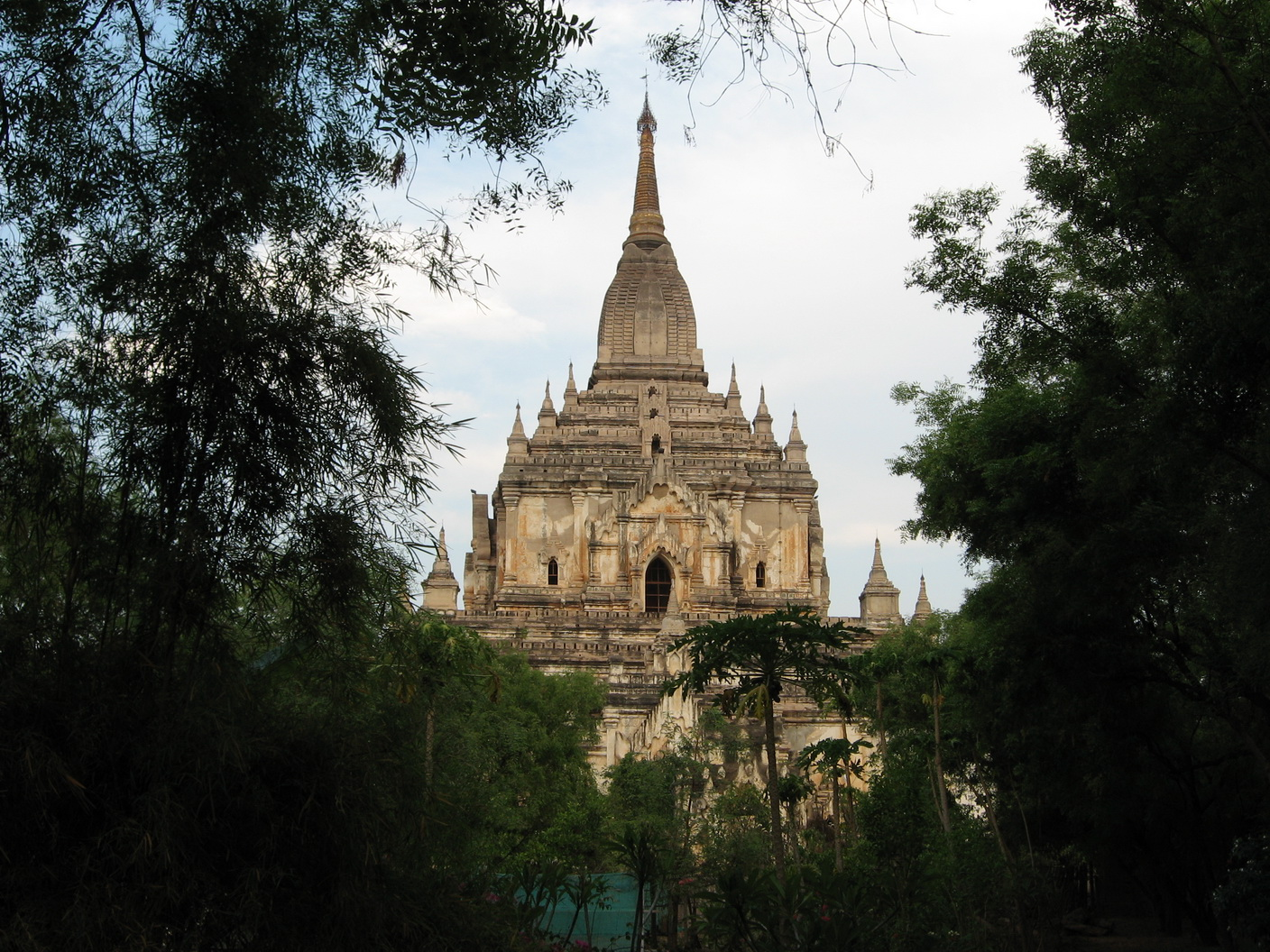
O Templo de Gawdawpalin

Templo de Gawdawpalin é um templo budista localizado em Pagã, no Mianmar, Birmânia.
A construção do pagode começou durante o reinado de Narapatizithu (1174-1211) e concluída durante o reinado de Htilominlo (1121-1234).
O Templo de Gawdawpalin é o segundo mais alto templo em Pagã. 
O templo tem um layout semelhante ao Templo  de Thatbyinnyu e o de Sulamani.
Gawdawpalin é um dos maiores santuários de Pagã e como todos os maiores templos, ele tem a sua face principal voltada para leste, e a sua estrutura é de tijolos, sendo a pedra usada para reforços da estrutura.
Ele possui dois pisos de altura, como duas caixas superpostas com a menor encima. No lado externo contém três terraços inferiores e quatro terraços superiores.
Ele é quadrado no plano, com pórticos em todos os quatro lados, mas com o pórtico Oriental projetando mais longe do que os outros. No piso térreo, um corredor abobadado com 2,20 de largura circula o bloco central, em cujos quatro lados medindo aproximadamente 28m cada, são colocados imagens de Buda, todas elas na posição do Buda sentado tocando a terra com a mão esquerda. 
O salão principal mede 6,95 x 11,72 m. O segundo piso mede menos que a metade do primeiro mas contem a shrine principal, este foi o primeiro templo em Pagã a possuir um templo principal na parte superior do templo. Uma parede baixa com quatro portões cerca a estrutura do templo.
Incluida a sua ponta cônica e o guarda chuva sagrado, o templo tem uma altura de 55 m, o que corresponde a um prédio de 18 andares.
O templo foi fortemente danificado durante o sismo de 1975 mas foi reconstruído nos anos seguintes, sendo a torre principal reconstruída oca, com uma estrutura interior de concreto. Esta restauração dos monumentos com materiais não existentes na época da sua edificação original, impediu de ser reconhecido como Património Mundial pela UNESCO.